# Peddiea polyantha
Peddiea polyantha är en tibastväxtart som beskrevs av Ernest Friedrich Gilg. Peddiea polyantha ingår i släktet Peddiea och familjen tibastväxter. Inga underarter finns listade i Catalogue of Life.